# Hieronymus Schurff
Hieronymus Schurff (także Schurf, Schürpff, Schuirpff; ur. 12 kwietnia 1481 w St. Gallen; zm. 6 czerwca 1554 we Frakfurcie nad Odrą) – niemiecki prawnik i uczony, profesor na Wydziale Prawa Uniwersytetu Viadrina we Frankfurcie nad Odrą.

## Życiorys
Syn lekarza i późniejszego burmistrza St. Gallen - Johanna Schurffa. W swoim rodzinnym mieście uzyskał gruntowne wykształcenie. Początkowo Heronymus chciał pójść w ślady ojca i rozpoczął studia medyczne na Uniwersytecie w Bazylei. Bardziej jednak zainteresowało go prawo, przez co rozpoczął i pomyślnie ukończył studia prawnicze na Uniwersytecie w Tybindze.
W 1502 związał się z nowo utworzonym Uniwersytecie w Wittenberdze. W późniejszych latach został uznanym profesorem na Wydziale Prawa Uniwersytetu Viadrina we Frankfurcie nad Odrą.